# میکال هلیک
میکال هلیک (انگلیسی: Michał Helik؛ زادهٔ ۹ سپتامبر ۱۹۹۵) بازیکن فوتبال اهل لهستان است.
از باشگاه‌هایی که در آن بازی کرده‌است می‌توان به باشگاه فوتبال بارنزلی و باشگاه فوتبال روخ خوژوف اشاره کرد.
وی همچنین در تیم ملی فوتبال لهستان بازی کرده‌است.